# Kúszó fajdbogyó
A kúszó fajdbogyó, vagy latinul Gaultheria procumbens (keleti teabogyó, dobozbogyó, fogolybogyó, szarvasbogyó, henye fajdbogyó, vagy amerikai fajdbogyó) a fajdbogyók egy faja, mely Észak-Amerika északkeleti területein őshonos Új-Fundlandtól nyugatra egészen Manitoba délkeleti területeiig és dél felé Alabamáig. A hangafélék családjába tartozik.

## Méret és habitus
A kúszó fajdbogyó egy törpecserje és jellemzően 10–15 cm magasra nő. Levele örökzöld, tojásdad, ovális alakú, 2–5 cm hosszú, 1–2 cm széles, olajmirigyekkel, amikből a fajdbogyóra jellemző "télizöld" azaz, édes-mentás igazi hamisítatlan téli-tea hangulatú illat árad. Virága harang alakú, 5 mm hosszú, fehér és fürtben, illetve különállóan nyílik. Nyáron virágzik. Bogyós gyümölcse van, ami egy 6–9 mm átmérőjű száraz kapszulában foglal helyet és húsos csészelevelek veszik körül.
Savas kémhatású talajt kedvelő acidofil növény. Főleg erdei fenyő és keményfa erdők alkotta társulásokat kedveli, bár inkább csak a naposabb területeken hoz bő termést.
A kúszó fajdbogyó hosszú rizómái segítségével "kúszik" a talajon. Ezek a rizómák a talaj felső 20–30 mm-es rétegében találhatóak. A sekély talajban rejtőző rizómák miatt ugyan a legtöbb erdőtüzet nem éli túl, de a rövid ideig tartó, illetve enyhe lefolyású erdőtüzek sértetlenül hagyhatják a rizómát, amelyből a növény képes újranőni akkor is, ha a föld feletti részeket teljesen elemésztette a tűz.

## Felhasználása

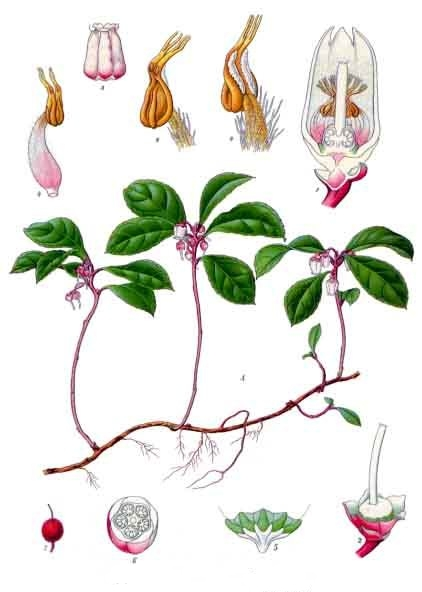
XIX. századi illusztráció

Gyümölcse ehető, menta ízű. A levelekből és a törpecserje zsengébb hajtásaiból finom gyógyteát készítenek a szokásos szárítási és egyedényes főzési folyamat során. Annak érdekében, hogy a levelekben minél több metil-szalicilát maradjon, néhány nappal a fogyasztás előtt meleg vízben erjesztik.
A kúszó fajdbogyó, vagy ahogyan sokfelé hívják: teabogyó ízét fagylaltok és rágógumi ízesítéséhez is felhasználják.

## Szerepe azökoszisztémában
A kúszó fajdbogyó ugyan nem játszik meghatározó szerepet egyetlen faj életében sem, mégis az a tulajdonsága, hogy segíti rendszeresen növelni az őt körülvevő ökoszisztéma biomasszáját, megnöveli az ökoszisztémában játszott szerepét. Gyümölcse egész télen át fennmarad és fogyasztható. Egyike azon kevés táplálékforrásnak, amelynek a levele zöld marad télen is. A fehérfarkú szarvas minden részét előszeretettel fogyasztja, és egyes területeken a kúszó fajdbogyó jelenti az egyik fő téli táplálékforrását. Más állatoknak is táplálékul szolgál, mint például: a vadpulyka, hegyesfarkú fajd, virginiai fogasfürj, fácán, fekete medve, fehérlábú egér, valamint a vörös róka. A keleti mókus egyik kedvenc tápláléka a kúszó fajdbogyó, míg Virginiában a szürke mókus számára a növény zöld levelei jelentenek téli kiegészítő táplálékforrást.

## Köznyelvben elterjedt nevei
Egyéb gyakori nevei közé tartozik: kanada-tea, szarvasbogyó, őrölt bogyó, hegyibogyó, hegyi tea, fogolybogyó, illatbogyó, illatos fajdbogyó, tavaszias fajdbogyó, viaszklaszter, és teabogyó.
Bár ezt a növényt is gyakran nevezik fogolybogyónak, valójában ezen a néven inkább a talajtakaró tulajdonságú Mitchella repens - valódi fogolybogyó ismert.

## Lásd még
- Fajdbogyók
  - Gaultheria humifusa - alpesi fajdbogyó
  - Gaultheria ovatifolia - nyugati teabogyó vagy oregoni fajdbogyó

## Fordítás
- Ez a szócikk részben vagy egészben a Gaultheria procumbens című angol Wikipédia-szócikk fordításán alapul.  Az eredeti cikk szerkesztőit annak laptörténete sorolja fel. Ez a jelzés csupán a megfogalmazás eredetét és a szerzői jogokat jelzi, nem szolgál a cikkben szereplő információk forrásmegjelöléseként.